# Idaea clothula
Idaea clothula är en fjärilsart som beskrevs av Dyar 1914. Idaea clothula ingår i släktet Idaea och familjen mätare. Inga underarter finns listade i Catalogue of Life.